# Bouhjar
Bouhjar  (àrab: بوحجر, Bū-Ḥjar) és un poble costaner del Sahel tunisià, situat a tocar de Ksibet El Médiouni, una desena de quilòmetres al sud de Monastir, a la governació homònima. Forma part de la delegació de Sayada-Lamta-Bou Hjar, amb capital a la ciutat de Sayada. Constitueix una municipalitat amb 6.137 habitants el 2014.

## Història
Situat al cor del Sahel tunisià, la història del poble recula fins a l'època romana atesa la seva proximitat a la ciutat de Leptis Minor, l'actual Lamta. De fet, en oliverars propers a la vila s'hi han trobat mosaics.

## Economia
Bouhjar és una vila industrial, dedicada principalment a la indústria tèxtil.

## Administració
Forma una municipalitat o baladiyya, amb codi geogràfic 32 40 (ISO 3166-2:TN-12).
Al mateix temps, constitueix un sector o imada, amb codi geogràfic 32 63 54, de la delegació o mutamadiyya de Sayada-Lamta-Bou Hjar (32 63).